# I due della F. 1 alla corsa più pazza, pazza del mondo
I due della F. 1 alla corsa più pazza, pazza del mondo è un film del 1971 diretto da Osvaldo Civirani.

## Trama
Franco e Ciccio, maldestri riparatori d'auto, riescono a salvare dal suicidio l'industriale Ambrogio Barillà, disperato per il rapimento del pilota Gonzales, asso della sua scuderia di auto.
Ciccio ha un'idea: visto che Franco è il sosia di Gonzales, sarà proprio lui a sostituirlo nella gara.
I rapitori di Gonzales, che possiedono una scuderia d'auto rivale, restano sconcertati all'apparizione di Franco e ancor di più quando questi riesce a vincere grazie ad un chip ideato da Ciccio infilato nel motore.
Come premio Franco e Ciccio riceveranno da Barillà un assegno che consentirà loro di aprire un negozio di elettrodomestici.